# Bobr (stacja kolejowa)
Bobr (biał. Бобр, ros. Бобр) – stacja kolejowa w miejscowości Bobr, w rejonie krupkowskim, w obwodzie mińskim, na Białorusi. Leży na linii Moskwa - Mińsk - Brześć.